# La Grève (film, 1925)
Pour les articles homonymes, voir La Grève.
Pour plus de détails, voir Fiche technique et Distribution.
La Grève (en russe : Стачка, Stachka) est un film soviétique de Sergueï Eisenstein, réalisé en 1924, mais sorti en 1925. Il s'agit du premier film du réalisateur, qui connaît la consécration la même année avec Le Cuirassé Potemkine. Pour ce long métrage, Eisenstein a reçu le soutien de Vladimir Ilitch Lénine.

## Synopsis
En 1912, dans l'Empire russe, les ouvriers d'une usine sont poussés à bout par des conditions de travail éreintantes, et des espions choisis parmi le lumpenprolétariat sont chargés de dénicher les meneurs syndicalistes. Un ouvrier est accusé à tort d'avoir volé un micromètre. Sous la pression, il se pend. Ses collègues décident de se mettre en grève, mais celle-ci est réprimée de manière sanglante par l'armée tsariste.

## Fiche technique
- Titre : La Grève
- Titre original : Стачка (Stachka)
- Réalisation : Sergueï Eisenstein, assisté de Grigori Alexandrov
- Scénario : Grigori Alexandrov et Sergueï Eisenstein
- Décors : Vassili Rakhals
- Photo : Édouard Tissé
- Montage : Sergueï Eisenstein
- Producteur : Boris Mikhine pour le Proletkoult et Goskino
- Format : Noir et blanc, 35 mm, 1,33:1 - Muet
- Pays d'origine :  Union soviétique
- Durée : 78 minutes
- Date de sortie : 
  -  Union soviétique : 28 avril 1925

## Commentaire
- Le film, qui devait être le cinquième et le seul d'une série qui devait s'intituler : « Vers la dictature du prolétariat », est un film de propagande, destiné à avertir et éduquer les masses. C'est l'une des premières productions de la cinématographie d'État de l'Union Soviétique peu de temps après la révolution de 1917. Eisenstein y fait preuve d'une remarquable maîtrise (c'est son premier film) dans le cadre, le montage et la symbolique. Le destin des ouvriers écrasés par le système est mis en parallèle avec celui d'animaux (jusqu'à « l'abattage » final, monté en parallèle avec celui de bétail), en opposition avec la vie des bourgeois qui pourtant ne sont rien sans le peuple. Si le film est un plaidoyer pour la révolution, il reste très objectif sur la violence qui en résulte. Il s'agit d'un des premiers films de l'histoire du cinéma à se consacrer à l'exploitation des prolétaires.

- Pour son premier film, Eisenstein choisit de présenter une forme exemplaire de résistance à l'oppression : la grève. Mais, loin d'en faire une description réaliste ou une reconstitution historique, il en fait plus un film qui apparaît comme un « manuel du savoir-gréver à l'usage de toutes les générations du monde ».

- « La Grève apporte la solution au problème séculaire de la création dramatique, parce que son héros et son personnage principal c'est la masse ... Déjà génial [ce film] fut la première esquisse du Potemkine », déclare Georges Sadoul[1].

- Le film fut restauré et sonorisé en 1969, avec des extraits des cinquième et sixième symphonies de Dmitri Chostakovitch.

- Le film est considéré comme l'une des œuvres fondatrices du cinéma soviétique, et a été cité à de nombreuses reprises par des réalisateurs tels que Federico Fellini ou encore Ken Loach.

- Le film fait partie de la liste des films restaurés par le Centre national du cinéma et de l'image animée (CNC) dans le cadre du programme Films du patrimoine.

## Distribution
- Maxime Schtrauch : l'indicateur
- Grigori Alexandrov : le contremaître
- Mikhail Gomorov : Yakov Strongen : l'ouvrier qui se pend
- Ivan Klioukvine : l'activiste
- Aleksandr Antonov : le militant ouvrier
- Boris Iourtsev : le roi de la pègre
- Vladimir Popov

## Distinction
- En 1925, La Grève reçoit la médaille d'or de l’exposition des arts décoratifs, à Paris.